# 데릭 실러
데릭 실러(영어: Derek Theler, 1986년 10월 29일 ~ )는 미국의 배우, 모델이다. 시트콤 《베이비 대디》의 주연 대니 역이 대표 배역이다. 밸리언트 코믹스 원작의 실사 웹 드라마 《닌잭 대 밸리언트 유니버스》에 히어로 XO 맨오워 역으로 캐스팅되었다.

## 출연작 목록

### 텔레비전 드라마
| 연도    | 제목        | 원제        | 배역      | 비고       |
| ------- | ----------- | ----------- | --------- | ---------- |
| 2011    | 90210       | 90210       | 숀        | 2회분 출연 |
| 2012-17 | 베이비 대디 | Baby Daddye | 대니 휠러 | 주역       |